# Arpin (Wisconsin)

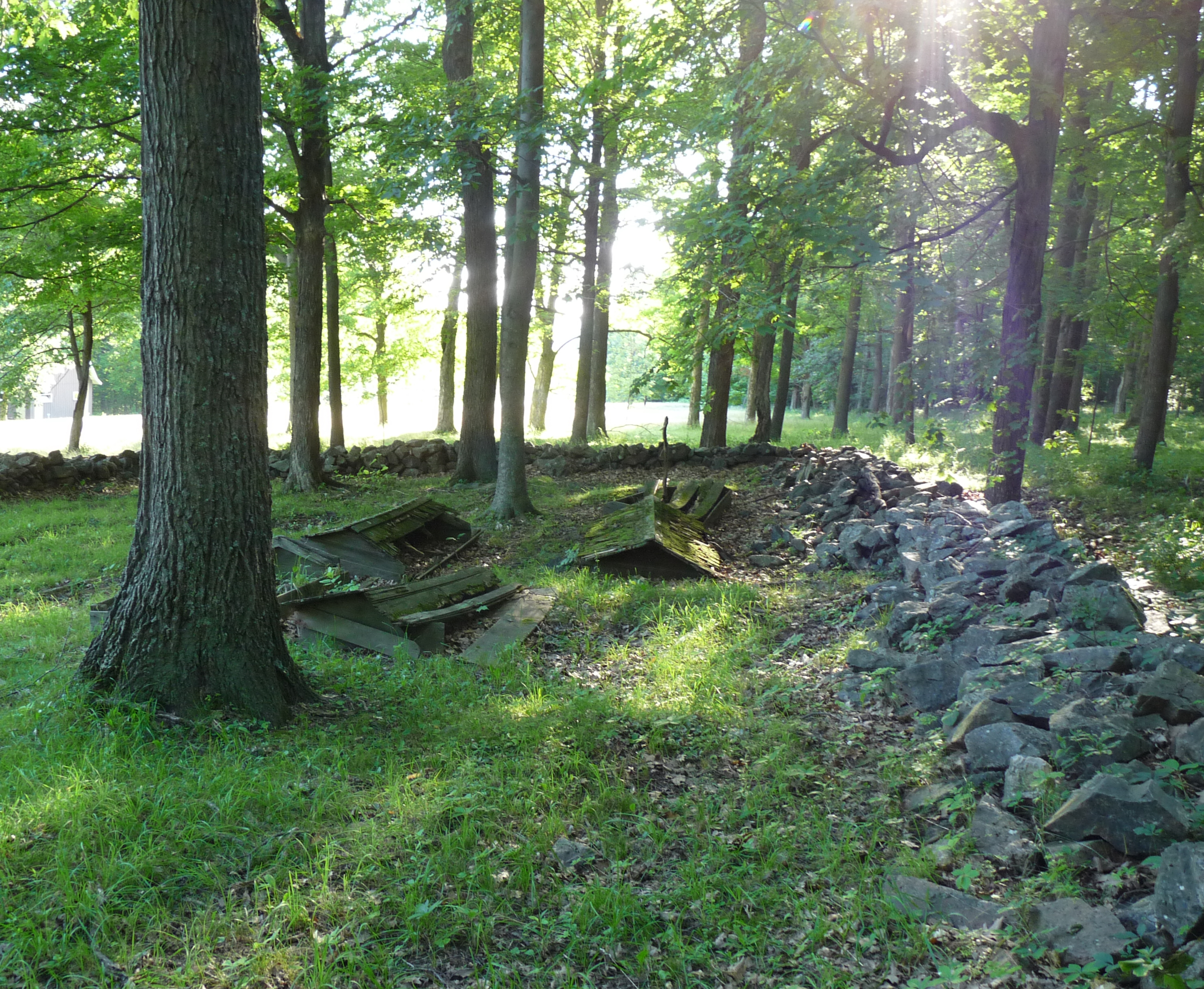
Skunk Hill (Tah-qua-kik) Ceremonial Community

 Arpin  ist eine Gemeinde (mit dem Status „Village“) im Wood County im US-amerikanischen Bundesstaat Wisconsin. Das U.S. Census Bureau ermittelte bei der Volkszählung 2020 eine Einwohnerzahl von 305.

## Geografie
Arpin liegt in der Mitte Wisconsins am Hemlock Creek, der über den Yellow River und den Wisconsin River zum Stromgebiet des Mississippi gehört. 
Die geografischen Koordinaten von Arpin sind 44°32′26″ nördlicher Breite und 90°02′06″ westlicher Länge. Das Gemeindegebiet erstreckt sich über eine Fläche von 2,2 km² und ist vollständig von der Town of Arpin umgeben, ohner dieser anzugehören. 
Nachbarorte von Arpin sind Auburndale (12,2 km nördlich), Milladore (22 km nordöstlich), Vesper (11,1 km südöstlich), Pittsville (18,8 km südwestlich), Marshfield (23,7 km nordwestlich) und Hewitt (16,4 km nordnordwestlich). 
Die nächstgelegenen größeren Städte sind Wausau (78,4 km nordöstlich), Green Bay am  Michigansee (191 km östlich), Appleton (154 km ostsüdöstlich), Wisconsins größte Stadt Milwaukee (281 km südöstlich), Wisconsins Hauptstadt Madison (203 km südsüdöstlich), La Crosse am Mississippi (163 km südwestlich), Eau Claire (138 km westnordwestlich), die Twin Cities in Minnesota (273 km in der gleichen Richtung) und Duluth am Oberen See in Minnesota (385 km nordwestlich).

## Verkehr
Der Wisconsin State Highway 186 verläuft in Nord-Süd-Richtung durch den Osten des Ortes. Von diesem, zweigt der County Highway N ab und verläuft in Ost-West-Richtung als Hauptstraße durch Arpin. Alle weiteren Straßen sind untergeordnete Landstraßen, teils unbefestigte Fahrwege sowie innerörtliche Verbindungsstraßen.
Der nächste Flughafen ist der Central Wisconsin Airport bei Wausau (57,2 km nordöstlich).

## Bevölkerung
Nach der Volkszählung im Jahr 2010 lebten in Arpin 333 Menschen in 143 Haushalten. Die Bevölkerungsdichte betrug 151,4 Einwohner pro Quadratkilometer. In den 143 Haushalten lebten statistisch je 2,27 Personen. 
Ethnisch betrachtet setzte sich die Bevölkerung zusammen aus 96,7 Prozent Weißen, 0,3 Prozent (eine Person) amerikanischen Ureinwohnern, 0,3 Prozent Asiaten sowie 0,3 Prozent aus anderen ethnischen Gruppen; 2,4 Prozent stammten von zwei oder mehr Ethnien ab. Unabhängig von der ethnischen Zugehörigkeit waren 0,6 Prozent der Bevölkerung spanischer oder lateinamerikanischer Abstammung. 
23,7 Prozent der Bevölkerung waren unter 18 Jahre alt, 63,1 Prozent waren zwischen 18 und 64 und 13,2 Prozent waren 65 Jahre oder älter. 50,5 Prozent der Bevölkerung war weiblich.
Das mittlere jährliche Einkommen eines Haushalts lag bei 36.500 USD. Das Pro-Kopf-Einkommen betrug 20.083 USD. 9,4 Prozent der Einwohner lebten unterhalb der Armutsgrenze.